# Високогорський район
Високогорський район (рос. Высокогорский район, тат. Biektaw rayonı, Биекта́у районы́) — муніципальний район у складі Республіки Татарстан Російської Федерації.
Адміністративний центр — сел. Висока Гора.

## Адміністративний устрій
До складу району входять 29 сільських поселень:
| Поселення                            | Центр                                      | Населені пункти |
| ------------------------------------ | ------------------------------------------ | --------------- |
| Айбаське сільське поселення          | с. Айбаш                                   |                 |
| Алан-Бексерцьке сільське поселення   | с. Алан-Бексер                             |                 |
| Альдермиське сільське поселення      | с. Альдермиш                               |                 |
| Березкинське сільське поселення      | с. Березка                                 | Інся            |
| Великобітаманське сільське поселення | с. Великий Бітаман                         |                 |
| Великоковалінське сільське поселення | с. Великі Ковалі                           |                 |
| Бірюлінське сільське поселення       | селище Бірюлінського звірорадгоспа         | с. Бімері       |
| Високогорське сільське поселення     | с. Висока Гора                             | Потаніха        |
| Дачне сільське поселення             | сел. Дачне                                 |                 |
| Дуб'язьке сільське поселення         | с. Дуб'язи                                 |                 |
| Іске-Казанське сільське поселення    | с. Куркачі                                 |                 |
| Казакларське сільське поселення      | с. Казаклар                                |                 |
| Красносельське сільське поселення    | селище при залізничній станції Висока Гора |                 |
| Куркачинське сільське поселення      | сел. Куркачі                               |                 |
| Мемдельське сільське поселення       | с. Мемдель                                 |                 |
| Мульминське сільське поселення       | с. Мульма                                  |                 |
| Пермяковське сільське поселення      | с. Пермяки                                 |                 |
| Село-Алатське сільське поселення     | с. Алат (село)                             |                 |
| Семиозерське сільське поселення      | с. Семиозерка                              |                 |
| Сосновське сільське поселення        | с. Сосновка                                |                 |
| Суксинське сільське поселення        | с. Суксу                                   |                 |
| Ташли-Ковалинське сільське поселення | с. Ташлі-Ковали                            |                 |
| Усадське сільське поселення          | с. Усади                                   |                 |
| Чепчуговське сільське поселення      | с. Чепчуги                                 |                 |
| Чернишевське сільське поселення      | д. Чернишевка                              | д. Шушари       |
| Чиршинське сільське поселення        | с. Чирша                                   |                 |
| Шапшинське сільське поселення        | с. Шапши                                   |                 |
| Шуманське сільське поселення         | с. Шуман                                   |                 |
| Ямашурминське сільське поселення     | с. Ямашурма                                |                 |